# Catherine Philbert
Catherine Philbert, född Bonnières, död 1679, var en fransk musikerhustru. Hon var en av de åtalade i den berömda giftmordsaffären.
Hon gifte sig första gången med en hantverkare, Brunet, son till musikern Jean Brunet. Hon var dock otrogen med hovflöjtisten Philippe Rebille Philbert, som var trolovad med hennes dotter. År 1673 anlitade hon Marie Bosse och köpte gift för att kunna mörda sin make och gifta sig med sin älskare. Hon dömdes till att få sin hand avhuggen och sedan avrättas genom hängning. 
Fallet uppmärksammades mycket under giftmordsaffären, därför att hon avrättades för närmast identiskt brott som Marguerite Leféron, Françoise de Dreux och Marguerite de Poulaillon, något som gjorde att klassdiskrimineringen drog till sig uppmärksamhet. 